# Fiore di primavera
Fiore di primavera (Mayblossom) è un film muto del 1917 diretto da Edward José e sceneggiato da Anthony Paul Kelly che aveva come interpreti la popolarissima Pearl White, Hal Forde e Fuller Mellish.

## Trama
Ritornata a casa dopo aver finito gli studi, Anabel si innamora di Warner Richmond. Il giovane si sta prendendo cura del nonno, assistendolo nelle sue ultime ore di vita. Il vecchio Richmond vuole fare di Warner l'erede delle proprietà di famiglia, ma ha lasciato nelle proprie disposizioni testamentarie la clausola che tutti i suoi averi saranno del nipote solo se questi, al momento della sua morte, non avrà contratto matrimonio. Nel frattempo, però, Anabel è rimasta incinta di Warner e lui, per riparare alla cosa, si vede costretto a sposarla. Per aggirare le volontà del nonno, Warner propone allora ad Anabel di tenere segreto il loro matrimonio almeno fino a quando lui non sarà riuscito ad entrare in possesso dell'eredità promessagli.

Però, morto il nonno, Warner abbandona Anabel. Non solo: infatuatosi di una cantante lirica, per lei distrugge tutte le prove del matrimonio. Anabel, credendo che lui sia morto e convinta di essere rimasta vedova, sposa un medico, il suo fidanzatino di quand'era bambina. Warner, senza pace, intanto vaga senza meta, in preda ai rimorsi. L'uomo si è dato al bere e, un giorno, torna nella piccola città. Colto dal delirio, viene curato dal marito di Anabel. Lei, scoprendo che il suo primo marito è ancora vivo, fugge via. Warner, in ospedale, rovescia una lampada, provocando un incendio di cui proprio lui sarà vittima. Ormai libera, Anabel può tornare dal marito.

## Produzione
Il film fu prodotto dall'Astra Film nel 1917 (Copyright: Pathé Exchange, Inc., 14 maggio 1917, LU10365 detentrice dei diritti di copyright). Sul sito Silent Era appare un Mayblossom con alcuni dati simili, ma datato al 1912.

## Distribuzione
Il copyright del film, richiesto dalla Pathé Exchange, inc., fu registrato il 14 maggio 1917 con il numero LU10365.
Distribuito dalla Pathé Exchange (con il nome Gold Rooster Plays), il film uscì nelle sale cinematografiche statunitensi l'8 aprile 1917. In Italia, distribuito dalla Pathé, ottenne il visto di censura 12844 nel giugno 1917